# Kiniéro
Kiniéro är en ort i Guinea.   Den ligger i prefekturen Kouroussa och regionen Kankan Region, i den centrala delen av landet, 400 km öster om huvudstaden Conakry. Kiniéro ligger 371 meter över havet och antalet invånare är 22 267.
Terrängen runt Kiniéro är varierad. Runt Kiniéro är det glesbefolkat, med 12 invånare per kvadratkilometer. Det finns inga andra samhällen i närheten. Omgivningarna runt Kiniéro är huvudsakligen savann.